# Гаї-Суходільські
Гаї-Суходільські — село в Україні, у Бродівській міській громаді Золочівського району Львівської області. Відстань до центру громади становить 8 км, що проходить автошляхом місцевого значення. Відстані до найближчих залізничних станцій становлять: Броди — 8 км.
Гаї-Суходільські разом із селами Пониква, Боратин, Видра, Горбалі, Липина, Орани, Переліски, Підгір'я, Сухота були підпорядковані Пониквянській сільській раді. Населення становить 8 осіб.

## Історія
12 червня 2020 року, відповідно до розпорядження Кабінету Міністрів України № 718-р «Про визначення адміністративних центрів та затвердження територій територіальних громад Львівської області», село увійшло до складу Бродівської міської громади.
19 липня 2020 року, в результаті адміністративно-територіальної реформи та ліквідації Бродівського району, село увійшло до складу новоствореного Золочівського району.

## Населення
Станом на 1989 рік у селі мешкало 87 осіб, серед них — 28 чоловіків і 59 жінок.
За даними перепису населення 2001 року у селі мешкало 52 особи. Рідною мовою назвали:
| Мова       | Кількість осіб | Відсоток |
| ---------- | -------------- | -------- |
| українська | 51             | 98,08 %  |
| російська  | 1              | 1,92 %   |

## Політика
Голова сільської ради — Дзьоба Петро Миронович, 1957 року народження, вперше обраний у 2006 році. Інтереси громади представляють 20 депутатів сільської ради:
| Партія        | Кількість депутатів | Відсоток |
| ------------- | ------------------- | -------- |
| самовисування | 20                  | 100,00 % |